# Циркунов, Алесь Иванович
Циркунов Александр Иванович (28 марта 1948, д. Лесань, Жлобинский район, Гомельская область) — известный белорусский художник.

## Биография
В 1976 году окончил Белорусский театрально-художественный институт.
Занимается активной общественной жизнью.
В 2007 году возглавлял общественный совет по увековечению памяти художника Альфреда Ромера.
20.02.2008 во Дворце искусства в Минске прошла выставка художника, приуроченная к его 60-летнему юбилею, под названием «Край, абуджаны гэйналам».
20.03.2008 года в качестве участника сообщества «Погоня» выставлял картину, посвященную К. Калиновскому, на офисе партии БНФ.
В 2016 году совместно с резчиком по дереву Юрием Командирчиком изготовил крест в память Вацлава Ластовского, который был установлен в урочище Куропаты (Общества любителей белорусской истории имени Вацлава Ластовского). Крест был освящен священником Белорусской автокефальной православной церкви Леонидом Акаловичем.
11 февраля 2016 года принимал участие в выставке картин, написанных в вооруженного конфликта в Донбассе. Выставка прошла в украинском посольстве в Минске.
Был задержан 10 марта 2022 года на суде над художником Алесем Пушкиным и осужден на 15 суток ареста.

## Творчество
Полотна выделяются экспрессивностью, лаконизмом образной структуры, разнообразием технических приемов, тонкими колористическими решениями.
Сюжетно — тематические картины: «Гусляр» (1980), «Свадьба в Копыле» (1982), «Картошка» (1982), «Отчаяние. Двое» (1982), «В ожидании» (1982), «Памяти В. Короткевича» (1985), «Крещение литвинов» (1987), «Поступь» (1988), «Деды» (1988),«Зов» (1994), «Плащаница» (2000), «Животворный родник» (2002).
Триптихи: «На заре» (1981), «Праздник» (1988), «Извечный свет Беларуси» (1998).
Портреты: «Ветковчанин Ф. Шкляров» (1976) «Первопечатник Ф. Скорина» (1984) «Возвращение из небытия» (1988), «Граф М. Волович» (1988), «Посвящение В. Быкову» (1990), «Звездочки С. Новик-Поюн» (1991), «Историк Н. Ермалович» (2001), «Я Колос в Верхмени» (2002), «Я. Купала. На кутью» (2002), «Витовт Великий» (2003).
Пейзажи: «Острая брама» (1985), «На Полесье» (1988), «Ни конца, ни края» (1998).
Натюрморты: «Бабушкино наследие» (1975), «Белая мелодия» (1985) и пр.

## Семья
Женат. Имеет двух дочерей.

## Галерея

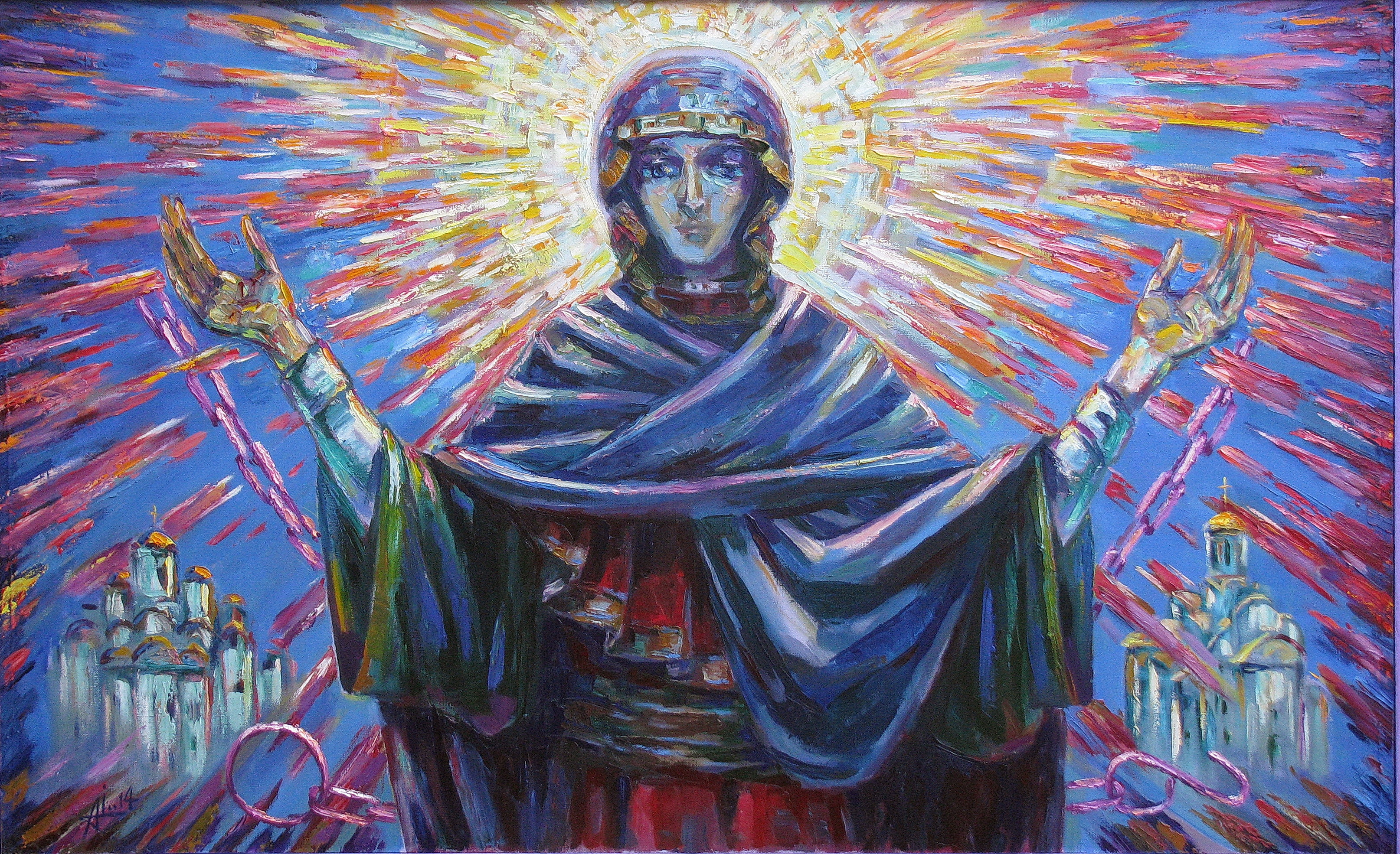
Евфросиния Полоцкая с цепями (2012)
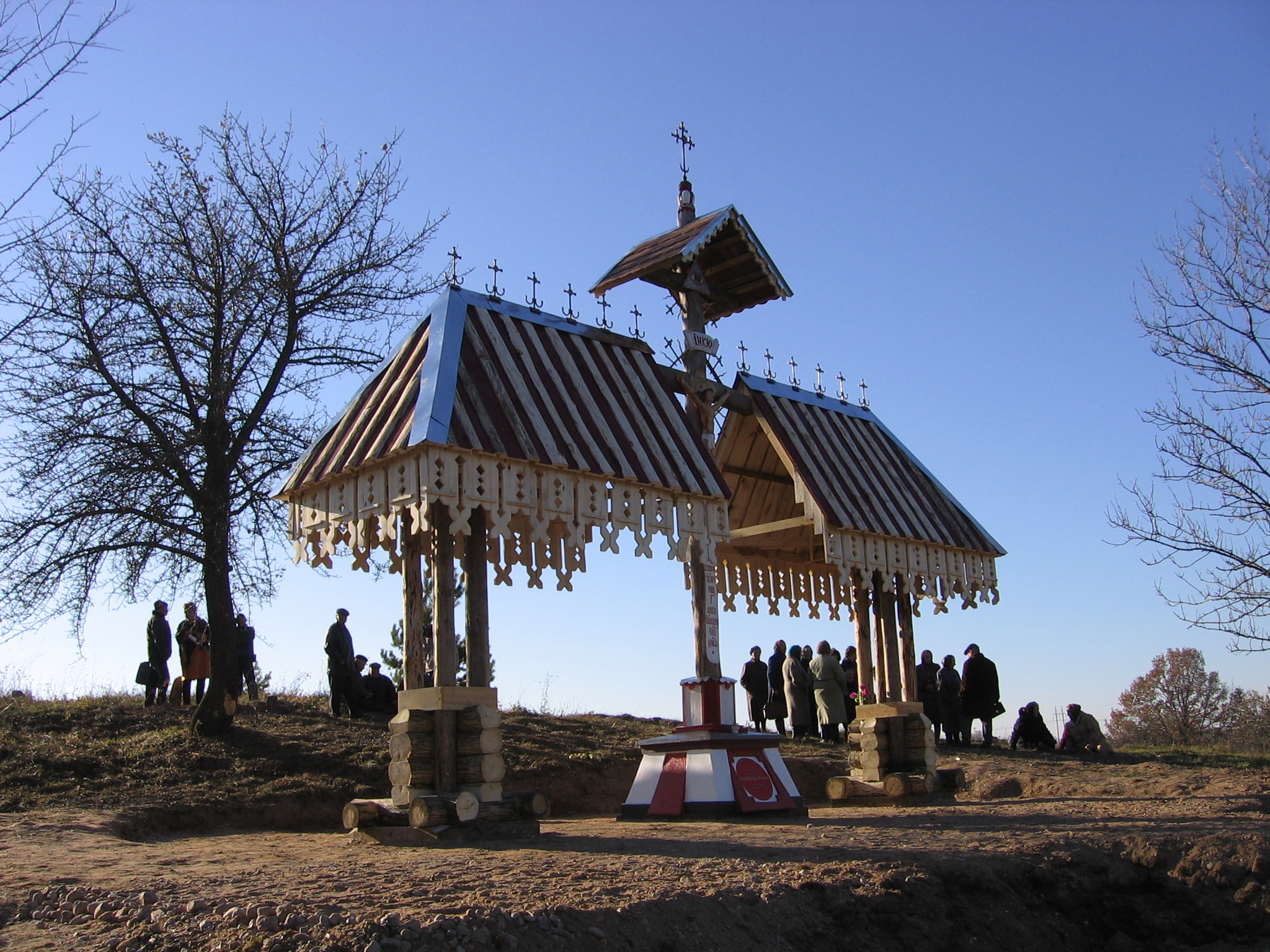
Памятный знак участникам Слуцкого восстания, погибшим в 1920 г. в Лынтупах (2008 г.)
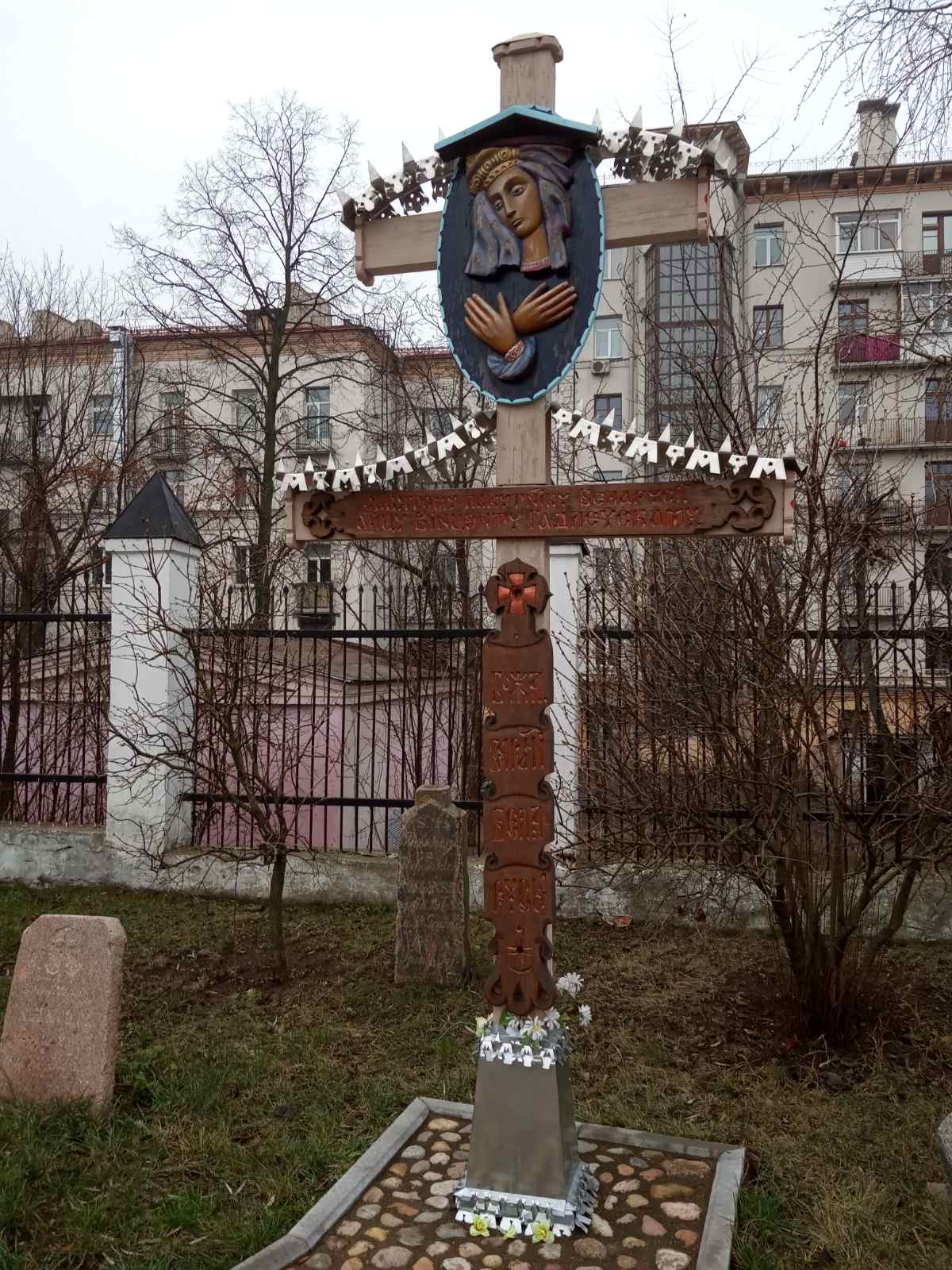
Памятный крест священнику Винценту Годлевскому (2009 г.)
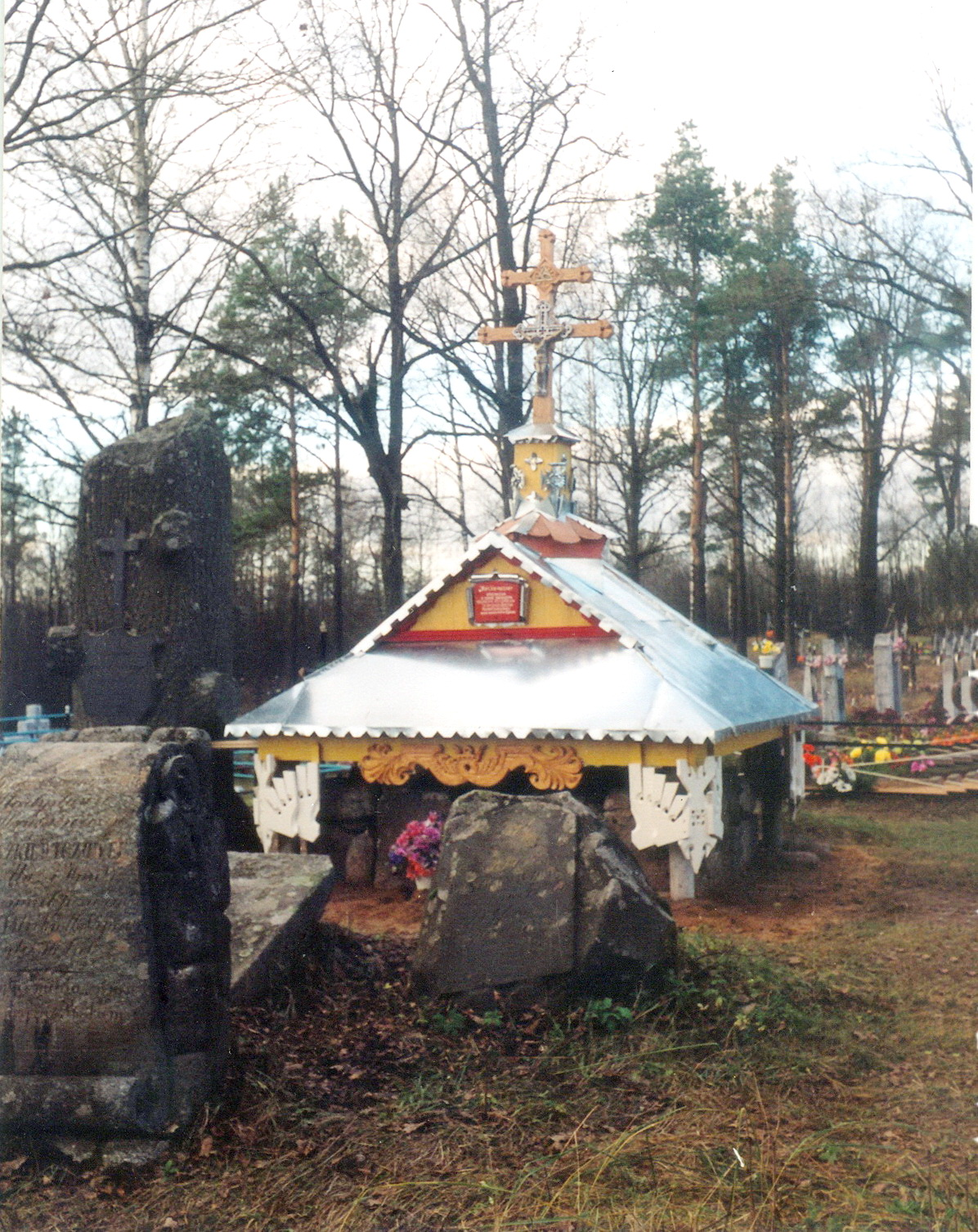
Часовня в память о павших повстанцах за Отечество в 1794, 1831, 1863 годах (2004 г.)